# Jindřich Krepindl
Jindřich Krepindl   (Šťáhlavy, 6 de juliol de 1948) fou un jugador d'handbol txecoslovac que va competir entre les dècades de 1960 i 1980.
El 1972 va prendre part en els Jocs Olímpics de Múnic, on guanyà la medalla de plata en la competició d'handbol. Quatre anys més tard, als Jocs de Mont-real, fou setè en la mateixa competició. En el seu palmarès també destaca la lliga txecoslovaca de 1974.